# 5069 Tokeidai
5069 Tokeidai (1991 QB) là một tiểu hành tinh vành đai chính được phát hiện ngày 16 tháng 8 năm 1991 bởi K. Watanabe ở Sapporo.